# Nemanja Nešić
Nemanja Nešić –en serbio, Немања Нешић– (16 de mayo de 1988-6 de junio de 2012) fue un deportista serbio que compitió en remo. Ganó dos medallas de bronce en el Campeonato Europeo de Remo, en los años 2009 y 2011.

## Palmarés internacional
| Campeonato Europeo | Campeonato Europeo  | Campeonato Europeo | Campeonato Europeo        |
| Año                | Lugar               | Medalla            | Prueba                    |
| ------------------ | ------------------- | ------------------ | ------------------------- |
| 2009               | Brest (Bielorrusia) | Medalla de bronce  | Cuatro sin timonel ligero |
| 2011               | Plovdiv (Bulgaria)  | Medalla de bronce  | Cuatro sin timonel ligero |